# Герб гмины Гузд
Герб гмины Гузд (пол. Herb gminy Gózd) — официальный символ гмины Гузд, расположенной в Мазовецком воеводстве Польши.

## Описание
Официальное описание герба гмины Гузд:

В красном поле три золотых пня, в центре меч с золотой же рукоятью и лезвием серебряным стоймя.
Оригинальный текст (пол.)W polu czerwonym trzy złote karcze w rostrój, pośrodku miecz o takiejż rękojeści i głowni srebrnej w słup.— Urząd Gminy Gózd.
Изображение золотых пней на гербе символизирует лесистый характер местности, где расположена гмина. Леса выкорчёвывались и на освободившихся участках земли основывались населённые пункты, многие из которых носили названия, связанные с лесом: Gózd (непроходимый лес, чаща), Kuczki (лесные хижины, шалашы), Karczówka (от польского karcz — пень), Czarny Lasek (Чёрный лесок).
Меч — символ многочисленных рыцарей, владевших местными поселениями, задачей которых была защита близлежащего города Радома в Средние века.